# Jack Lawless
Jack Lawless (20 de septiembre de 1987) es un músico estadounidense. Más conocido como el baterista de la banda de pop rock Jonas Brothers. También es el baterista de Ocean Grove, y de DNCE. Jack creció en Middletown Township, New Jersey, parte del condado de Monmouth.

## Carrera

### Música
Lawless ha tocado para Jonas Brothers desde principios de 2007.
En 2008, tocó la batería en el disco debut de Demi Lovato, Don't Forget.
Es el baterista de la banda DNCE (con Joe Jonas como cantante principal) que debutó en 2015.

### Jonas Brothers
En la banda de acompañamiento de los Jonas Brothers estuvieron Ryan Liestman en el teclado, John Taylor en la guitarra, Greg Garbowsky en el bajo y Jack Lawless en la batería.